# Chata Rodzinna
Chata Rodzinna (lit. Gimtoji pirkia) – polski tygodnik ukazujący się na Litwie w latach 1923–1940.
Pierwszy numer pisma pojawił się 16 marca 1922 roku pod nazwą „Strzecha Rodzinna”. Na przeciągu kilku miesięcy jego nakład wynosił ok. 8–9 tys. egzemplarzy. Redakcją „Strzechy” kierował ks. Bronisław Laus. W dniu 25 września 1923 roku ukazała się po raz pierwszy „Chata Rodzinna” będąca kontynuacją pisma wydawanego od 1922 roku. Jej redaktorem naczelnym w latach trzydziestych był m.in. Zygmunt Ugiański.

## Badania naukowe
Teksty opublikowane w tygodniku są badane pod względem językowym i historycznym. Tamara Graczykowska opublikowała kilka artykułów o terminologii z różnych dziedzin, natomiast D. Demski porównał stanowisko Nowin i Chaty Rodzinnej (Kowieńskie pisma polskojęzyczne „Nowiny” i „Chata rodzinna” – dwie narracje o relacjach polsko-litewskich, Etnografia Polska 50/2006, z. 1–2).